# Titicacataucher
Der Titicacataucher (Rollandia microptera) oder Titicaca-Taucher ist ein Vogel aus der Familie der Lappentaucher (Podicipedidae). Benannt ist er nach dem Titicaca-See; sein Verbreitungsgebiet umfasst neben diesem mehrere weitere Seen eines peruanisch-bolivianischen Hochplateaus, das zwischen 3700 und 3850 Meter hoch gelegen ist. 
Die IUCN stuft den Titicacataucher als „stark gefährdet“ (endangered) ein.

## Erscheinungsbild
Der Titicacataucher ist einer von drei flugunfähigen Arten der Lappentaucher. Der Vogel erreicht ausgewachsen eine Körpergröße von 39 bis 45 Zentimeter und wiegt durchschnittlich 635 Gramm. Brust und Hals sind kastanienbraun, Kehle und Gesicht weiß. Seine aufrichtbare Kopfkappe ist schwarzbraun. Außerhalb der Brutzeit verblassen alle Farben.

## Bestand

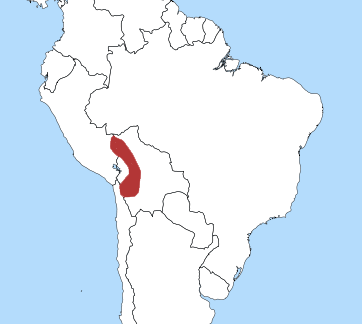
Verbreitungsgebiet

Der Titicacataucher wurde von der IUCN bereits im Jahr 1988 auf den Status „potenziell gefährdet“ gesetzt, 1994 jedoch auf „nicht gefährdet“ zurückgestuft. Nach starken Rückgängen der Population gilt er seit 2002 als „stark gefährdet“. Noch 1986 wurden bei einer Zählung allein auf dem Titicaca-See 1147 Taucher festgestellt; 2001 waren es nur noch vier. Insgesamt betrug die Zahl der Titicaca-Taucher in der Region unter 250, davon 212 auf dem Arapa-See. Der letzte bekannte weltweite Bestand wird laut IUCN auf unter 1000 geschlechtsreife Individuen geschätzt (Stand: 2023). Zum Vergleich: 2003 noch 1600 Vögel.
Über die Gründe des dramatischen Populationszusammenbruchs wurde viel gerätselt. 1998/99 gab es in der Region eine Dürre, die viele kleinere Seen austrocknen ließ. Zudem wurden von Fischern verstärkt engmaschige Netze eingesetzt, in denen sich die Taucher verfingen. Die Einschleppung fremder Fischarten durch Sportangler sorgte für eine Zurückdrängung einheimischer Fische sowie für eine Veränderung der Mikrofauna.

## Einzelbelege
1. 1 2   Factsheet auf BirdLife International
2. ↑   Fjeldså, S. 147